# Regine Ribbeck
Regine Ribbeck (* 30. April 1936 in Buchwalde; † im Oktober 2024 in Berlin) war eine deutsche Tierärztin, Parasitologin und Hochschullehrerin an der Veterinärmedizinischen Fakultät der Universität Leipzig. Ihr Hauptarbeitsgebiet war die Arachno-Entomologie.

## Leben
Ribbeck studierte von 1954 bis 1959 an der Humboldt-Universität zu Berlin Tiermedizin. 1960 wurde sie mit der Arbeit Das persistierende Corpus luteum beim Rind und seine klinische Bedeutung promoviert. Von 1961 bis 1964 war sie Assistentin am Institut für Pharmakologie und Toxikologie der Humboldt-Universität und wechselte dann an das Institut für Parasitologie und veterinärmedizinische Zoologie zu Theodor Hiepe, der ihr 1964 die Leitung des Arachno-Entomologischen Labors übertrug. 1974 habilitierte sie sich mit der Schrift Experimentelle Untersuchungen über Psoroptes-cuniculi-Infektionen beim Hauskaninchen (Oryctolagus cuniculus f. domestica): ein Beitrag zu den Parasit-Wirt-Beziehungen bei der Räude. 1979 wurde sie zur Oberassistentin ernannt.
Zum 1. Februar 1983 wurde Ribbeck als Dozentin an die Veterinärmedizinische Fakultät der Universität Leipzig (VMF) berufen. Am 1. September 1985 trat sie dort als Professorin die Nachfolge Ernst-Adelbert Nickels an. Nach der deutschen Wiedervereinigung war sie eine der ersten Hochschullehrer der VMF, deren Professur durch Neuberufung zum 1. Juni 1992 bestätigt wurde. Von April 1995 bis Oktober 1996 war sie Dekanin, von 1996 bis 1999 Prodekanin an der VMF. 2001 wurde Regine Ribbeck emeritiert und zog zurück nach Berlin.

## Werke (Auswahl)
Zusammen mit Ekkehard Wiesner war Regine Ribbeck Herausgeber des Wörterbuchs der Veterinärmedizin, das 1978 in erster Auflage erschien, in der DDR zwei Auflagen erlebte und 2000 als Lexikon der Veterinärmedizin (Enke, Stuttgart 2000, ISBN 978-3-7773-1459-4) völlig neubearbeitet wurde. Weitere Werke sind:
- mit Theodor Hiepe und Renate Buchwalder: Allgemeine Parasitologie. Fischer, Jena 1981.
- mit Theodor Hiepe: Lehrbuch der Parasitologie. Bd. 4. Veterinärmedizinische Arachno-Entomologie. Fischer, Jena 1982 (ebenso: Fischer, Stuttgart 1982, ISBN 3-437-20252-9).